# Thierville-sur-Meuse
Thierville-sur-Meuse là một xã thuộctỉnh Meuse trong vùng Grand Est đông bắc nước Pháp. Xã này nằm ở khu vực có độ cao trung bình 204 mét trên mực nước biển. Dân số theo điều tra năm 1999 của INSEE là 2748 người.